# Ernestina Prola
Ernestina Macchia Prola (Torino, 1876 – Torino, 1954) è stata una pilota automobilistica italiana.

## Biografia
Ernestina, moglie di un ingegnere delle Ferrovie, originaria di Exilles, è ricordata per essere stata la prima donna italiana (o secondo alcuni una delle prime) a conseguire la licenza per la conduzione di veicoli, nel 1907 (tecnicamente, tuttavia, la prima italiana a conseguire la patente di guida vera e propria sarebbe stata Francesca Mancusio, siciliana di Caronia, nel 1913).